# 陳懋
陳懋（1379年2月25日—1463年7月31日），字舜卿，諡武靖，南直隸鳳陽府壽州（今安徽省壽縣）人，明朝军事将领。寧陽侯，追赠浚國公。
陳懋早年隨父陈亨參與靖難之役，之後立功封寧陽侯，鎮守寧夏、甘肅等地，并屢次跟從明成祖远征漠北。之後，跟隨明宣宗征討平定朱高煦叛亂。明英宗時期，鎮守甘肅并平定福建民變。
陳懋也是唯一一位以靖難之役功臣立，而活至天順年間仍保持爵位的侯爵。

## 生平
陳懋生於明洪武十二年二月九日（1379年2月25日），為明朝大將陈亨和夫人韩氏所生第三子。陈亨曾跟隨明太祖朱元璋平定天下，以軍功升任都指挥使。陳懋早年以舍人身份从军，胸襟寬廣，器宇恢宏，極有远见卓识，尤其胸懷豪傑之气，善於骑马和射箭。洪武年間娶順天府武清人严友才之女严妙靜為妻。靖难之役中陳懋隨父投靠燕王朱棣，并立功，任指揮僉事。陈亨于建文二年病逝后，陳懋率领旧部屡建奇功，累進右都督。明成祖朱棣即位后論功行賞，永乐元年，追赠陳懋的父親陈亨為奉天靖难推诚宣力武臣，特进荣禄大夫、右柱国、泾国公，謚襄敏，陳懋的母親韩氏尊為泾国夫人。陳懋身為陈亨幼子，隨征有功，累升至右都督，同年明成祖晉封陳懋为奉天翊卫宣力武臣，特进荣禄大夫、柱国，授誥券封宁阳伯，食禄一千石，子孫世襲。永乐六年三月，佩征西將軍印，总兵镇守宁夏，善于撫恤降兵。次年秋，北元丞相昝卜及平章、司徒、國公、知院十余人等，皆帥眾相繼來降。之後，平章都連叛逃離去，陳懋率眾在黑山追擒到，并盡收所部的人口畜牧。此後晋升寧陽侯，增加俸祿三百石，子孫世襲。永樂八年，跟從明成祖朱棣被罰，督師左掖。三年后，巡視寧夏邊界。之後被命統領山西、陝西兩個都司以及鞏昌、平涼等衛所的士兵，駐軍宣府。永樂十二年，再次跟從朱棣北征，統領左哨，當時天氣忽冷，陳懋與成山侯王通率先進攻，都督朱崇等乘機一併發兵，獲得大捷。次年，回到寧夏繼續鎮守。永樂二十年，陳懋再次跟隨朱棣北征，并率領禦前精騎在屈裂河破敵，另派五千騎兵在黃河東北逮捕其餘敵軍，并在山澤等地進行殲滅。大軍還師時，武安侯鄭亨率領輜重部隊先行，陳懋斷後并隘口埋伏。蒙古軍隊來犯時，陳懋伏擊成功并滅敵過半。還師時，明成祖賜龍衣玉帶，並且聽說陳懋和夫人严妙静所生次女德行佳美，以禮相聘，入宮冊封為麗妃。严妙静送女兒到宫禁以内，明成祖所給賞賜極為丰厚。不久明成祖命麗妃回家省亲，所賜財物極為繁多，在當時諸妃中无可比拟。次年，陳懋率領陝西、寧夏、甘肅三鎮部隊，跟從明成祖再次北伐征討阿魯台，并擔任前鋒。永樂二十二年，再次擔任前鋒進行北伐。
明成祖在第五次北伐途中死於榆木川，當時部隊在外，京城守備空虛。明仁宗朱高熾召陳懋與陽武侯薛祿率三千騎兵援馳歸京以保衛京師。此後，明仁宗命陳懋掌管前軍都督府，并加封太保。明仁宗又念及严妙静勤于內助，封為寧阳侯夫人。授予陳懋和严妙静的長子陳昭為勛衛。宣德元年，跟隨明宣宗朱瞻基征討平定朱高煦叛亂。之後還師，仍然鎮守寧夏。因其鎮守西北久，威震漠北。其也因為恃寵自恣，藏匿收斂了大量財富。因此屢次遭到彈劾，明宣宗令有關部門以徵收贓物的名義，寬恕其罪。陳懋自陳已經用盡，明宣宗於是下詔免貸。
明英宗即位后，命其與張輔參議朝政，之後出任平羌將軍，鎮守甘肅。同年冬天，蒙古騷擾邊界，陳懋派兵援救，后圍困解除，并斬獲多人。參贊侍郎柴車彈劾其因失律致寇亂，且又取敵軍所遺老弱冒為都指揮馬亮等人請功受賞，應當論斬。明英宗下詔免死，但奪取爵位。正統五年，再次恢復其侯爵爵位。正統十三年，福建鄧茂七率領民變，都御史張楷討伐無功，於是明英宗派遣陳懋佩征南將軍印，充任總兵，率領京營、江浙兵等前往討伐。到浙江時，有部將建議分兵扼守海口，被陳懋斥為自縛致死之策，而改為主動進攻。次年，大軍抵達建寧，而敵首鄧茂七已死，其餘部隊聚首尤溪、沙縣。諸將準備屠殺，而陳懋則稱此舉反而“堅定敵心”。於是下令招撫，敵軍多投降。之後再分道逐捕，於是悉數平定。然而，沙縣被招降敵眾反復叛變，局勢不定。當時恰逢明英宗北伐，并因土木堡之變被逮，明代宗即位后，下詔命陳懋回師。此時又有言官彈劾，明代宗以平定叛亂為由不再追問。并加升太子太保，掌管中軍都督府事務，并兼管宗人府事。奪門之變后，明英宗復位，再增陳懋二百石俸祿。天順七年，陳懋去世，享年八十四歲。明英宗為此辍朝一日，并派人谕祭营葬。追封其為浚國公，諡武靖。